# Кий Сергій Вікторович
Сергі́й Ві́кторович Кий (нар. 21 грудня 1969, м. Сусуман, Магаданська область, Росія) — український політик, народний депутат України V, VI, VII скликань. Член Партії регіонів; член фракції Партії регіонів (з 11.2007), член Комітету з питань сім'ї, молодіжної політики, спорту та туризму (з 12.2007).
Один із 148 депутатів Верховної Ради України, які підписали звернення до Сейму Республіки Польща з проханням визнати геноцидом поляків події польсько-українського конфлікту на Волині 1942—1944 років. Цей крок перший Президент України Леонід Кравчук кваліфікував як національну зраду.

## Біографія
- 1988—1990 — строкова служба у лавах Радянської армії.
- Станом на 2023 рік vtirf' e Києві.

### Освіта
- Донецький національний університет, економічний факультет (2005), «міжнародна економіка».

### Робота
- 1990-96 — газоелектрозварювальник.
- 1997-98 — менеджер, ЗАТ «Дон-агро-продукт».
- 1998-99 — заступник директора, ТОВ «Щит».
- 2000-01 — менеджер, ЗАТ «Азовська продовольча компанія».
- 2001-06 — помічник президента, ЗАТ ФК «Шахтар» (м. Донецьк).

### Кримінальні зв'язки
Згідно з матеріалами МВС, датованими 1995 роком, у квартирі Сергія Кия в Донецьку деякий час мешкав Олег Морозов, головний підозрюваний у виконанні вбивства Яноша Кранца в тому ж таки Донецьку в 1992 році. Згідно з матеріалами, зібраними пізніше, сам він затримувався в березні 1998 року по кримінальній справі за фактом замаху на вбивство Кушніра..

#### У Верховній Раді
- 04.2006-11.07 Народний депутат України 5-го скликання від Партія регіонів, № 70 в списку. На час виборів: помічник президента ЗАТ «Футбольний клуб „Шахтар“ (Донецьк)», член ПР. Член Комітету з питань паливно-енергетичного комплексу, ядерної політики та ядерної безпеки (з 07.2006), член фракції Партії регіонів (з 05.2006).
- 11.2007 Народний депутат України 6-го скликання від Партії регіонів, № 69 в списку. На час виборів: народний депутат України, член ПР.
- 11.2012 Народний депутат 7-го скликання від Партії регіонів, № 33 в списку.

Апаратом Верховної Ради у законотворчій діяльності 5-го та 6-го скликання помічений не був.
Входить в першу трійку осіб за кількістю не відвідування робочих засідань 6-го скликання: з 530 засідань пропустив 521

## Статки
У 2011 році Сергій Кий напряму володів 62,5 % акцій ЗАТ «АРС» (розшифровується як Алік (Грек), Ринат (Ахметов) та Самсон (Яков Богданов)) що своєю чергою володіла 20,5 % акцій «Лемтранс». Основним напрямком діяльності «АРС» є оптова торгівля вугільною продукцією.
Сімейний стан: син Микита (2002).